# Shark Island (Namibie)
Pour les articles homonymes, voir Shark Island.

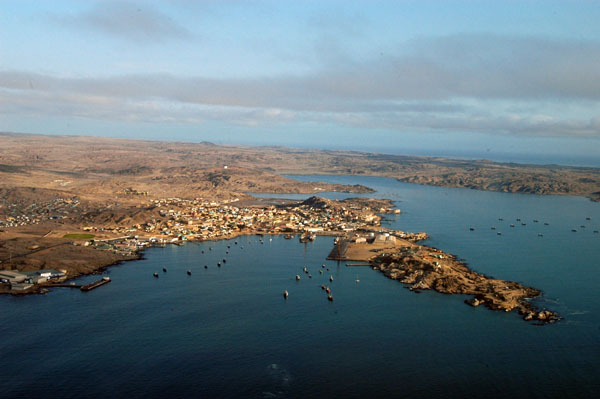
Vue aérienne de l'île de Shark et de la ville de Lüderitz à l'arrière plan.

Shark Island (en français l'île aux requins), est une petite péninsule à proximité de la ville côtière de Lüderitz en Namibie. Sa superficie est d'environ 40 hectares. Autrefois une île, elle devient péninsule à partir de 1906, par la création d'une connexion en terre qui double sa taille initiale.
Actuellement, il s'agit d'un camping pour touristes mais, de 1904 à 1907, l'île abrita le camp de concentration de Shark Island, créé par l'empire allemand à l'occasion du Génocide des Héréros et des Namas.